# Tranerodde
Tranerodde är en udde i Danmark.   Den ligger i Sønderborgs kommun i Region Syddanmark, i den södra delen av landet, 190 km väster om Köpenhamn. Närmaste större samhälle är Sønderborg, 15,5 km söder om Tranerodde. På udden finns Tranerodde fyr. 